# Slobodnookretljiva spojka
Slobodnookretljiva spojka ili jednosmjerna spojka (često poznata pod nazivom "spojka slobodnog hoda") je vrsta spojke koja uključuje vođeni dio samo u jednom smjeru vrtnje (rotacije). U drugom ona ga isključuje, a isto tako i kad vođeni dio pretiče vodeći. Zbog toga ove spojke djeluju u jednom smjeru vrtnje kao kočnice, a u suprotnom kao slobodnookretljivi dijelovi. Neke od tih spojka obavljaju opisanu ulogu trenjem među dijelovima, a druge to čine oblikom (ustavljačem i palcima). Zadatak ovih spojki je onemogućavanje prenošenja momenta uvijanja (torzije) u neželjenom smjeru ili da omogući automatsko isključenje mehanizma u trenutku promjene smjera okretanja. Po načinu ostvarivanja veze jednosmjerne spojke se dijele na: kandžaste, zupčaste i tarne. Jednosmjerne spojke se dijele na uzdužne (aksijalne) i poprečne (radijalne).

## Slobodnookretljiva spojka s ustavljačem i palcima ili zaporna spojka
Nedostatak ovih spojki jesu razmjerno veliki prazni hod i udarno uključenje. Zbog toga se uglavnom upotrebljavaju samo tamo gdje se prenose mali zakretni momenti (na primjer kod mehaničkih satova).

## Uzdužno ili aksijalno slobodnookretljiva spojka
Uzdužno ili aksijalno slobodnookretljiva spojka je zapravo tarna spojka sa stožastim tarnim površinama, od kojih se jedna nalazi na matici vodećeg dijela, a druga na vođenom dijelu. Matica obuhvata vijak vodećeg dijela koji je napravljen na vodećem vratilu s pomoću kvadratnog navoja, tako da se u smjeru vrtnje, u kojem treba prenositi moment vrtnje, uzdužno primiče prema vođenom dijelu, a u suprotnom od njega odmiče, uključujući, odnosno isključujući pri tome spojku. Ove spojke također se upotrebljavaju za prijenos malih zakretnih momenata.

## Poprečno ili radijalno slobodnookretljiva spojka
Poprečno ili radijalno slobodnookretljiva spojka prenosi moment vrtnje trenjem. Obodna površina jednog od njihovih dijelova (u većini slučajeva unutrašnjeg) ima izdanke kojima je jedna strana više-manje okomita, dok je druga više položena, tako da je prostor između njega i glatke obodne površine s jedne strane širi, a s druge uži. Zbog toga se u taj prostor smješteni čelični valjčići slobodno kotrljaju po obodnoj površini dijela s izdancima u onom smjeru vrtnje pri kojem dospijevaju na širi kraj tog prostora, a spojka je pri tome isključena. Pri suprotnom smjeru vrtnje valjčići se pomaknu prema užem kraju, tako da vrlo brzo između njihovih površina i površina polovica spojke nastaje trenje potrebno za prijenos momenta vrtnje. Da bi to njihovo pomicanje bilo brže, podupiru se oprugama koje tlače valjke u tom smjeru. Ove spojke koriste se za prenošenje momenata vrtnje srednje veličine. Poprečne jednosmjerne spojke se u tehničkoj praksi upotrebljavaju češće od uzdužnih. Modernije izvedbe imaju valjčiće nekružnog presjeka, koji zbog većeg polumjera na mjestu dodira imaju znatno veću nosivost i duži vijek trajanja.

## Slike
| | |                                                                                             |                                      |
| Način rada uzdužno ili aksijalno slobodnookretljive spojke: 1. vodeći vijak na vratilu, 2. vodeća matica, 3. vođeni dio. | Poprečno ili radijalno slobodnookretljiva spojka: 1. unutarnji vodeći dio, 2. vanjski vođeni dio, 3. valjci, 4. prsten za osiguranje valjaka. | Poprečno ili radijalno slobodnookretljiva spojka s raznim polukružnim tijelima za stezanje. | Slobodnookretljiva spojka s oprugom. |